# Die Abenteuer der Cappuccetto
Die Abenteuer der Cappuccetto (Originaltitel: Le avventure di Cappuccetto a pois) ist eine Schweizer Marionettenserie. Sie entstand in der Werkstatt des Mailänder Puppentheaters Maria Perego und wurde im Tonstudio Filbig in München 1969 im Auftrag der Schweizerischen Rundspruchgesellschaft gefertigt.

## Handlung
Basis von Cappuccetto ist das Märchen um Rotkäppchen, allerdings dem Zeitgeist der 1960er-Jahre angepasst. Der Wolf heißt Lupo Lupone und beabsichtigt nicht, Cappuccetto zu fressen, sondern mit unterschiedlichen Tricks den Blaubeer-Kuchen zu entwenden.
Prägendes Detail am Rande der Serie ist eine vierköpfige Pilz-Band, die das Geschehen musizierend begleitet. Zwischendurch wird das Geschehen kommentiert, wobei es stets zu Unstimmigkeiten des brillentragenden Onkel Filipo mit seinem vorlauten Neffen kommt. Ein weiterer Darsteller der Serie ist Professor Lotko, ein älterer Herr mit Brille und Bart, der Lupo in der Folge Lupo als Polizist Unterricht gibt, wie er sich als Verkehrspolizist an Kreuzungen zu verhalten hat. Er hat wechselnde Rollen inne, so ist er Lupos Lehrer in unterschiedlichsten Rollen.

## Veröffentlichung
Die ersten vier Episoden dieser Serie wurden auf DVD veröffentlicht.